# Mukinbudin Shire
Mukinbudin Shire är en kommun i Australien. Den ligger i delstaten Western Australia, omkring 270 kilometer nordost om delstatshuvudstaden Perth. Antalet invånare var 555 vid folkräkningen 2016.
Följande samhällen finns i Mukinbudin:
- Mukinbudin
- Lake Brown